# Le Club des Chefs des Chefs
Le Club des Chefs des Chefs (CCC) és una organització culinària internacional fundada per Gilles Bragard el 1977. Els objectius principals d'aquest club oficial són promoure les cuines nacionals i actuar com a representants diplomàtics. Els xefs estan en contacte cada dia amb els seus propis caps d'estat o de govern i conformen una xarxa internacional única. El president reuneix anualment els xefs dels caps d'estat per a debatre sobre la seva feina.
El nom de la societat gastronòmica és un joc de paraules perquè en francès, chef pot significar «cuiner» o «cap». En català, el nom es pot traduir com «el club dels cuiners dels caps d'estat».
L'any 2013, el CCC va participar en el repte Fam Zero del secretari general de l'ONU, Ban Ki-moon. Els membres es reuneixen anualment per invitació d'un d'ells i són rebuts pel cap d'estat. Christian Garcia, el xef d'Albert II de Mònaco, va ser escollit el 2012 com a president. El 2014, els membres van ser rebuts per Elisabet II del Regne Unit i Felip d'Edimburg.